# Trichodesma fuliginosa
Trichodesma fuliginosa is een keversoort uit de familie klopkevers (Anobiidae). De wetenschappelijke naam van de soort is voor het eerst geldig gepubliceerd in 1981 door White.